# 376 v. Chr.
Portal Geschichte | Portal Biografien | Aktuelle Ereignisse | Jahreskalender | Tagesartikel

◄ |
5. Jahrhundert v. Chr. |
4. Jahrhundert v. Chr. |
3. Jahrhundert v. Chr. |
►

◄ | 390er v. Chr. | 380er v. Chr. | 370er v. Chr. | 360er v. Chr. |
350er v. Chr. |
►

◄◄ | ◄ | 379 v. Chr. | 378 v. Chr. | 377 v. Chr. | 376 v. Chr. |
375 v. Chr. |
374 v. Chr. |
373 v. Chr. |
► |
►►

## Ereignisse
- Lucius Papirius Mugillanus, Servius Cornelius Maluginensis, Licinus Menenius Lanatus und Servius Sulpicius Praetextatus werden römische Konsulartribunen.

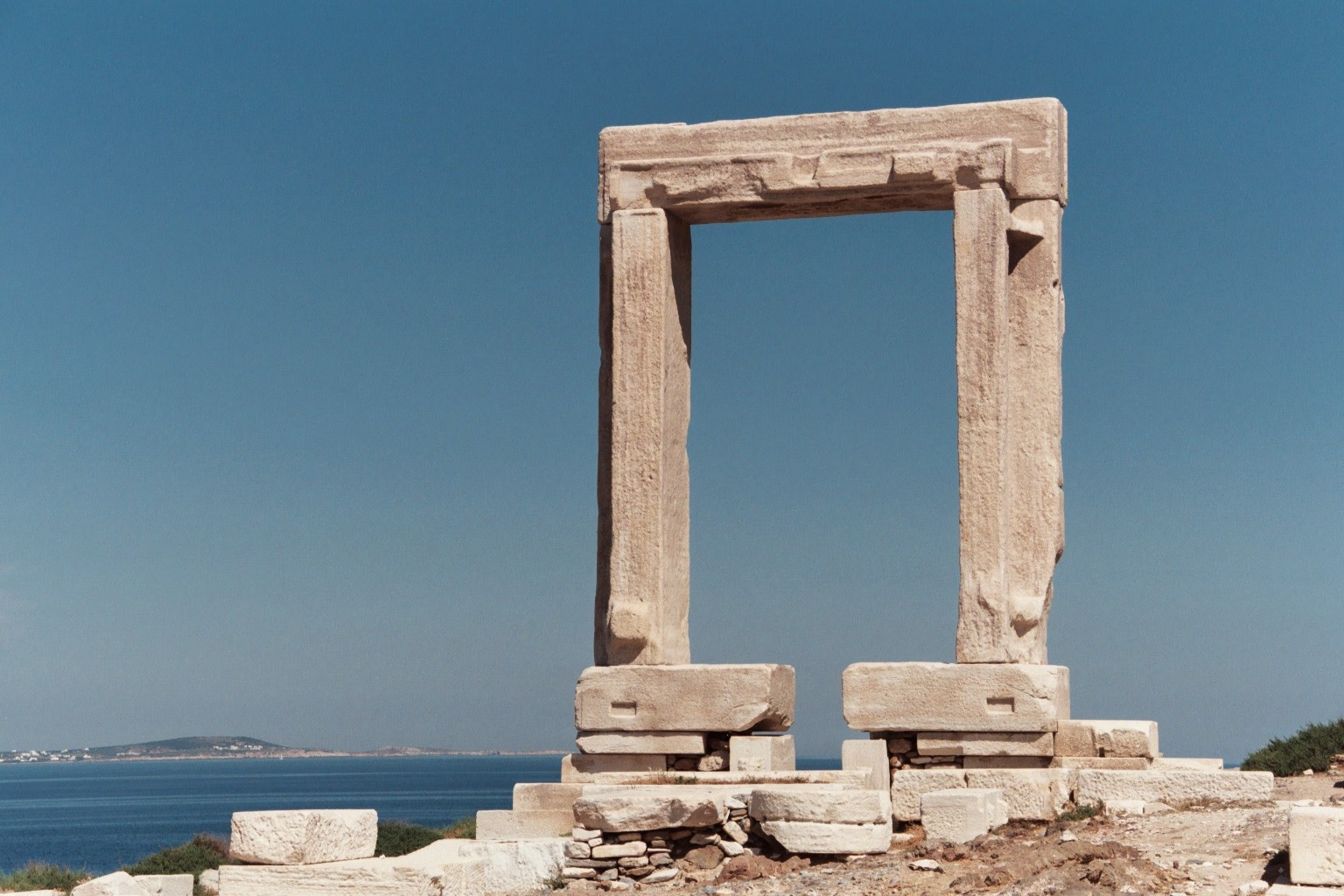
Naxos Portara

- Zwischen dem neu gegründeten Zweiten Attischen Seebund und Sparta kommt es zur Seeschlacht bei Naxos. Die von Chabrias geführte attische Flotte erringt dabei den Sieg. Naxos tritt dem Seebund bei.
- Die Insel Aigina wird von Sparta besetzt.

## Geboren
- um 376 v. Chr.: Olympias von Epirus, Königin von Makedonien und Mutter von Alexander dem Großen († 316 v. Chr.).

## Gestorben
- An, König der chinesischen Zhou-Dynastie